# Квартет Такача
Квартет Такача (англ. Takács Quartet, венг. Takács Vonósnégyes) — венгерско-американский струнный квартет.
Основан в 1975 г. четырьмя студентами Будапештской академии музыки: Габором Такач-Надем, Кароем Шранцем, Габором Ормаи и Андрашем Фейером. Первое международное признание получил в 1977 г., выиграв Международный конкурс струнных квартетов в Эвиане; далее последовали победы на аналогичных конкурсах в Бордо и Будапеште (1978); в 1979 г. Квартет Такача стал первым победителем Лондонского конкурса струнных квартетов, а в 1981 г. выиграл конкурс в Братиславе. В 1982 г. квартет впервые гастролировал в США, а в 1986 г. перебрался в США, получив статус «quartet-in-residence» в Университете Колорадо (Боулдер). Образ жизни современного состава квартета и взаимоотношения между музыкантами описаны в статье первой скрипки Эдуарда Дазинберра.
Наибольшее признание вызвали осуществлённые квартетом Такача записи произведений Бетховена и Бартока — в частности, запись Квартетов Разумовского Op. 59 и квартета «Арфа» Op. 74 была удостоена в 2003 г. премии Грэмми. Среди других заметных записей квартета — произведения Иоганнеса Брамса, Йозефа Гайдна, Франца Шуберта, Антонина Дворжака и др.
Квартет Такача участвует также в разного рода смешанных программах: так, совместная программа с венгерским фольклорным ансамблем «Muzsikas» посвящена сопоставлению музыки Бартока и венгерских народных мотивов. Успехом пользовались также музыкально-поэтические вечера, в которых музыка в исполнении Квартета Такача сочеталась с выступлением американского поэта Роберта Пинского, и композиция по роману Филипа Рота «Обыкновенный человек», в которой отрывки романа в исполнении Филипа Сеймура Хоффмана сочетаются с музыкой Арво Пярта и Филипа Гласса.

## Состав
Первая скрипка:
- Габор Такач-Надь (1975—1993)
- Эдуард Дазинберр (с 1993 г.)

Вторая скрипка:
- Карой Шранц

Альт:
- Габор Ормаи (1975—1995)
- Роджер Тэппинг (1995—2005)
- Джеральдина Уолтер (с 2005 г.)

Виолончель:
- Андраш Фейер